# رنگین بان (پلدختر)
رنگین بان (پلدختر)، روستایی از توابع بخش مرکزی شهرستان پل‌دختر در استان لرستان ایران است.

## جمعیت
این روستا در دهستان جلوگیر قرار دارد و براساس سرشماری مرکز آمار ایران در سال ۱۳۹۵، جمعیت آن ۳۸۴ نفر (۶۹خانوار) بوده‌است.